# Ichthyotomidae
Ichthyotomidae zijn een familie van borstelwormen (Polychaeta) uit de orde van de Phyllodocida.

## Geslachten
De volgende geslachten zijn bij de familie ingedeeld:
- Ichthyotomus Eisig, 1906